# Tephrocactus bonnieae
Tephrocactus bonnieae es una especie de cacto endémica del oeste de Argentina. En una clasificación más tardía, también de Ferguson y Kiesling, se introdujo la especie Maihueniopsis bonnieae, que luego se fusionó en el Tephrocactus bonnieae, si bien se sigue usado en muchas clasificaciones.

## Distribución
Se encuentra en el Departamento Tinogasta, provincia de Catamarca, Argentina a una altitud de 2000 m.

## Hábitat
Su hábitat natural es el desierto cálido. Está amenazado por pérdida de hábitat. Este atractivo cacto solo se ve en la localidad de hallazgo, Loro Huasi, Departamento Tinogasta, provincia de Catamarca; está muy cerca de su extinción por cosecha ilegal.[cita requerida] Se conocen menos de 250 especímenes maduros.
Durante el tiempo seco, los órganos de las plantas están casi completamente retraídos y ocultos en el suelo.

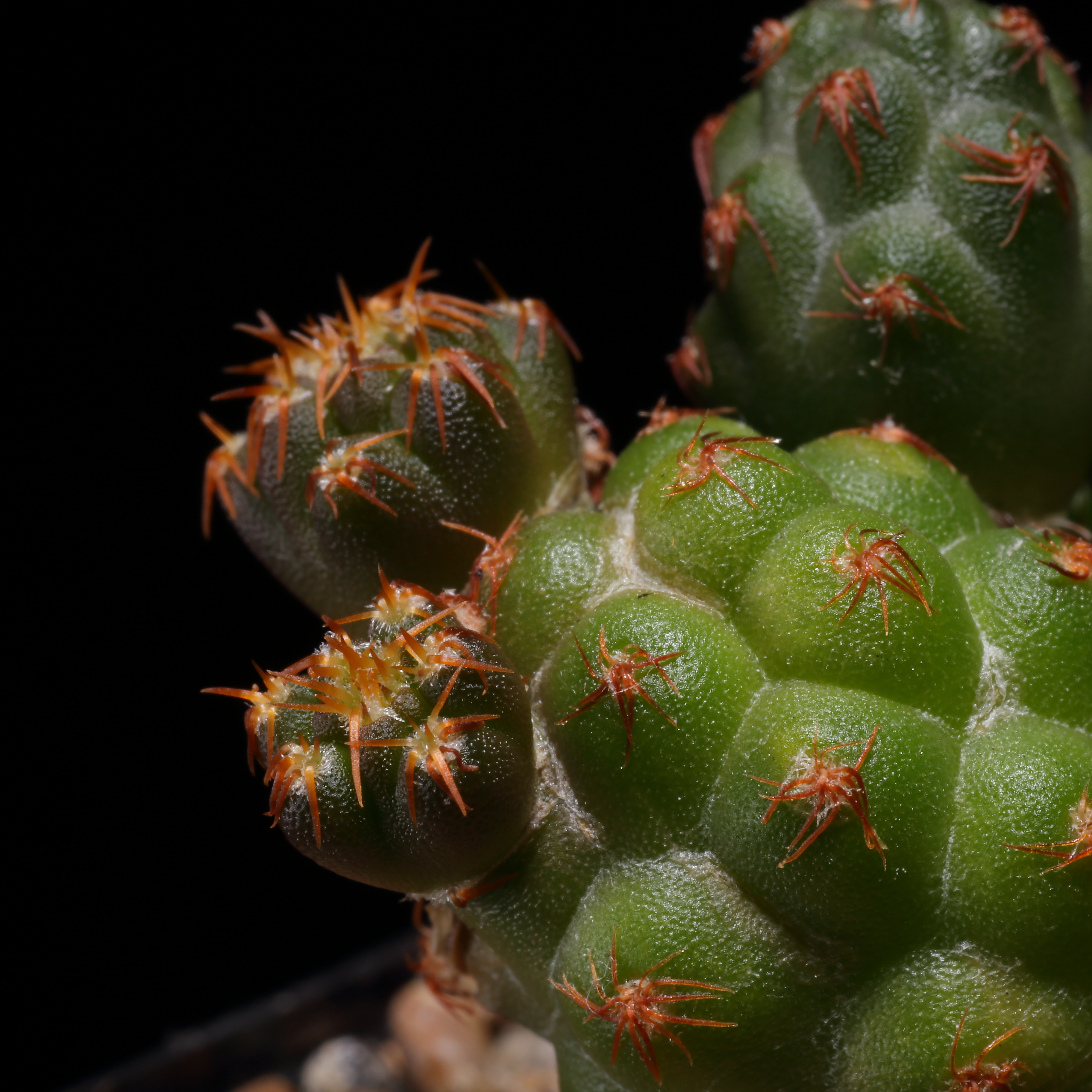
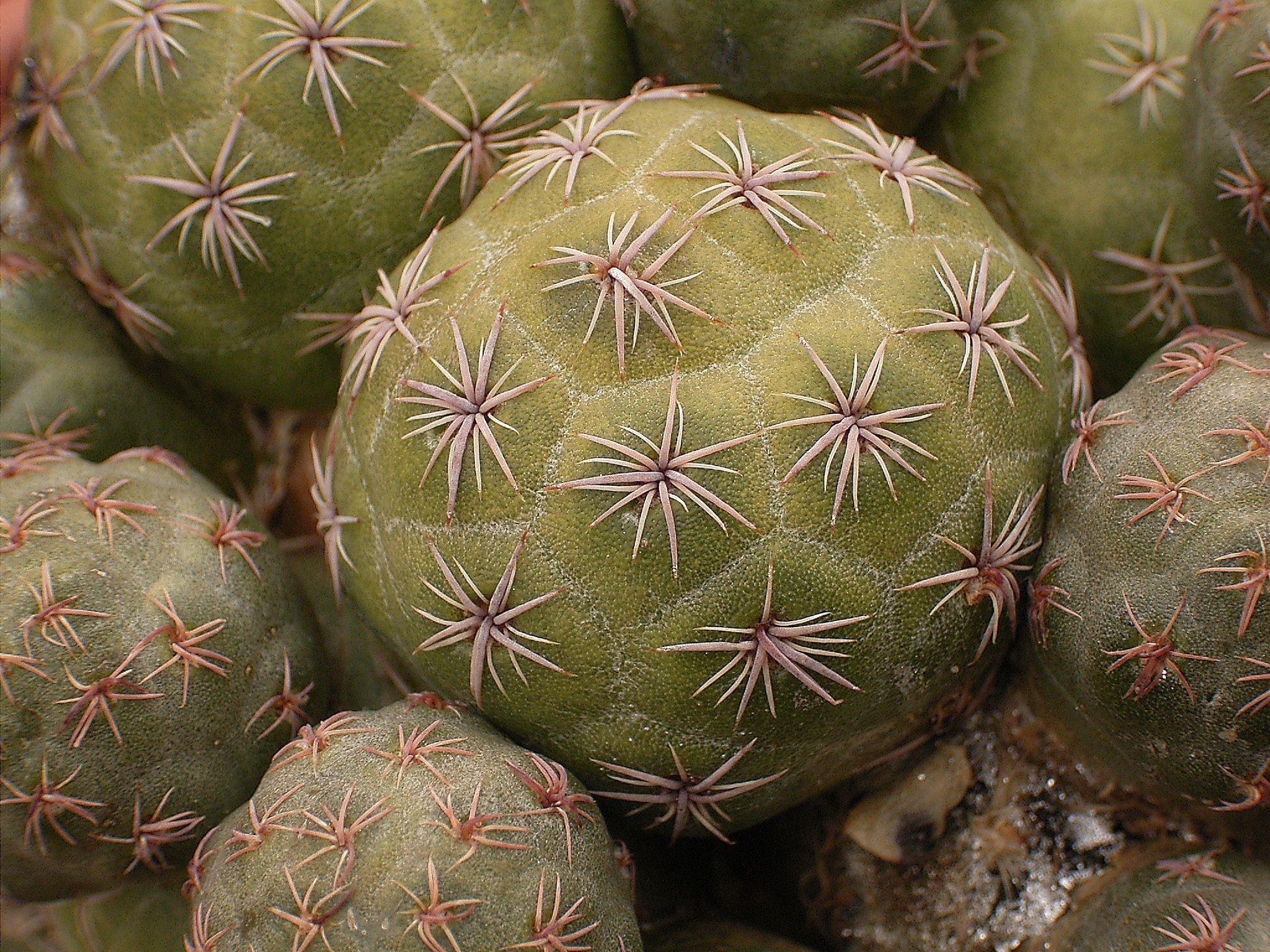

## Taxonomía
Tephrocactus bonnieae fue descrita por (D.J.Ferguson & R.Kiesling) Stuppy y publicado en Kew Bull. 56: 1005 2001.
Etimología
Tephrocactus: nombre genérico que deriva de las palabras griegas: tephra, "ceniza", refiriéndose al color de la planta y cactus por la familia.
bonnieae: epíteto